# 広島県立びんご運動公園陸上競技場
広島県立びんご運動公園陸上競技場（ひろしまけんりつ びんごうんどうこうえん りくじょうきょうぎじょう）は、広島県尾道市の広島県立びんご運動公園にある陸上競技場。施設は広島県が所有し、イズミテクノ・RCC文化センター・シンコースポーツ共同企業体が指定管理者として運営管理を行っている。

## 歴史
正式開場は1993年。1994年アジア競技大会、1996年の第51回国民体育大会でも使用された。
フィールドは球技場としても利用され、AFCアジアカップ1992の会場、1993年のJリーグ公式戦でサンフレッチェ広島対清水エスパルス戦（11月6日）が開催された。また、高円宮杯 JFA U-18サッカープリンスリーグ中国など高校年代のサッカー会場でもある。2017年にFC今治が公式戦を開催した。
2018年9月8日にポルノグラフィティが野外ライブ『しまなみロマンスポルノ'18 〜Deep Breath〜』を開催（9日は荒天中止）。

## 施設概要
- 日本陸上競技連盟第2種公認
- トラック：400m×8レーン、全天候舗装
- フィールド：107m×68m、天然芝
- 収容人員：メインスタンド/4245人、芝生席/約5000人
- 照明塔：4基（最大照度1000Lx）
- スコアボード：電光式

## 命名権
広島県が広島県立びんご運動公園全体の命名権を公募。尾道市に本社を置くカタオカが取得し、2022年2月1日より「ダッシュこざかなくん 陸上競技場」の名称を用いている。契約は2027年3月31日までで、契約金は年間300万円（税別）。

## アクセス

### バス
- JR尾道駅・新尾道駅よりおのみちバス・中国バス「びんご運動公園北門」行で終点下車
  - 土・日・祝日に1往復のみで経由地の違う「びんご運動公園」行きもある
  - プロ野球・高校野球等開催時は臨時便を多数運行し「しまなみ球場前」バス停を経由する

### 車
- JR新尾道駅から約5分
- JR尾道駅から約15分
- 山陽自動車道尾道インターチェンジから約5分
- 西瀬戸自動車道西瀬戸尾道インターチェンジから約20分

### 徒歩
- JR新尾道駅から約30分

## フォトギャラリー

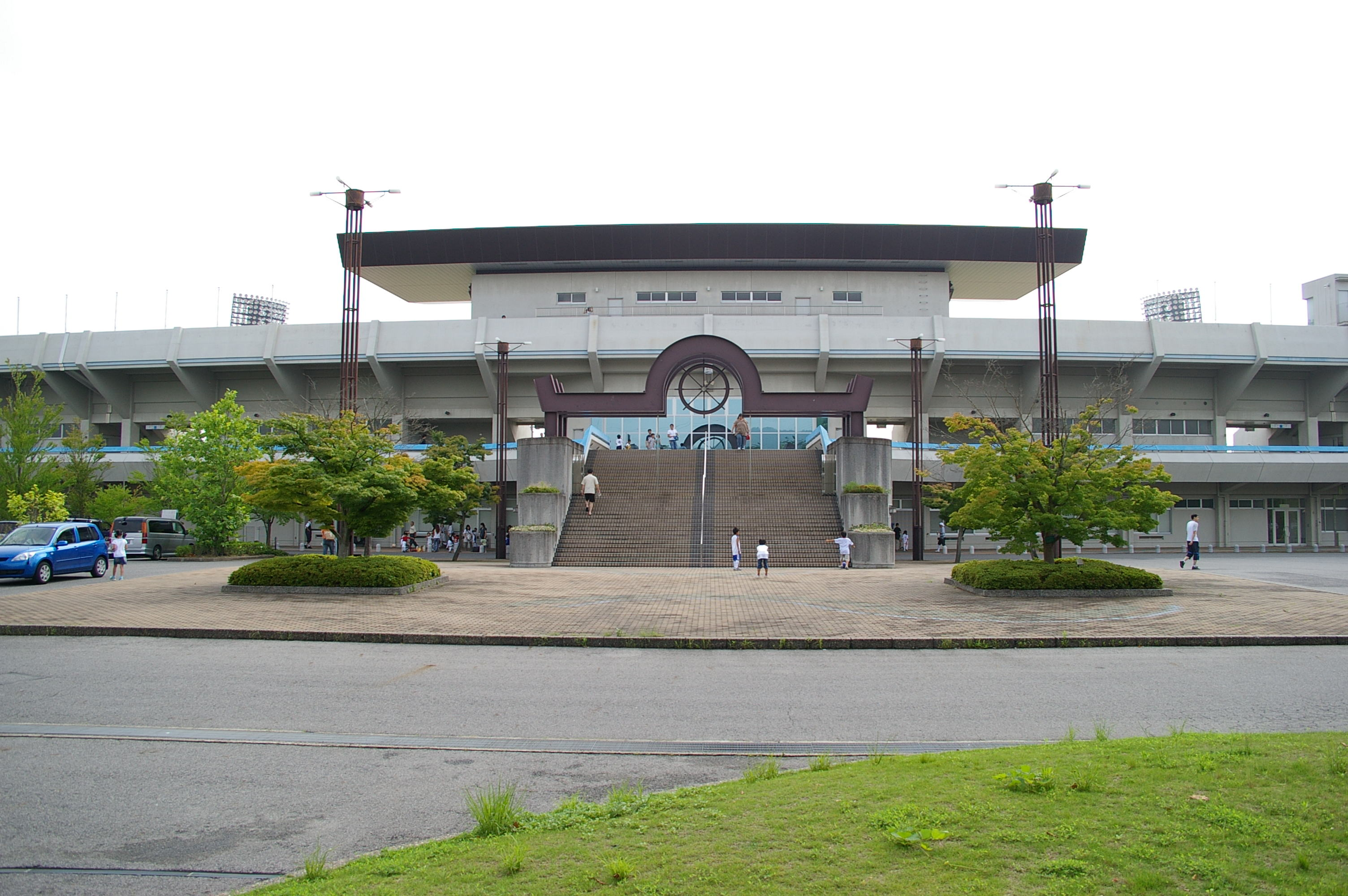
メインスタンド外観
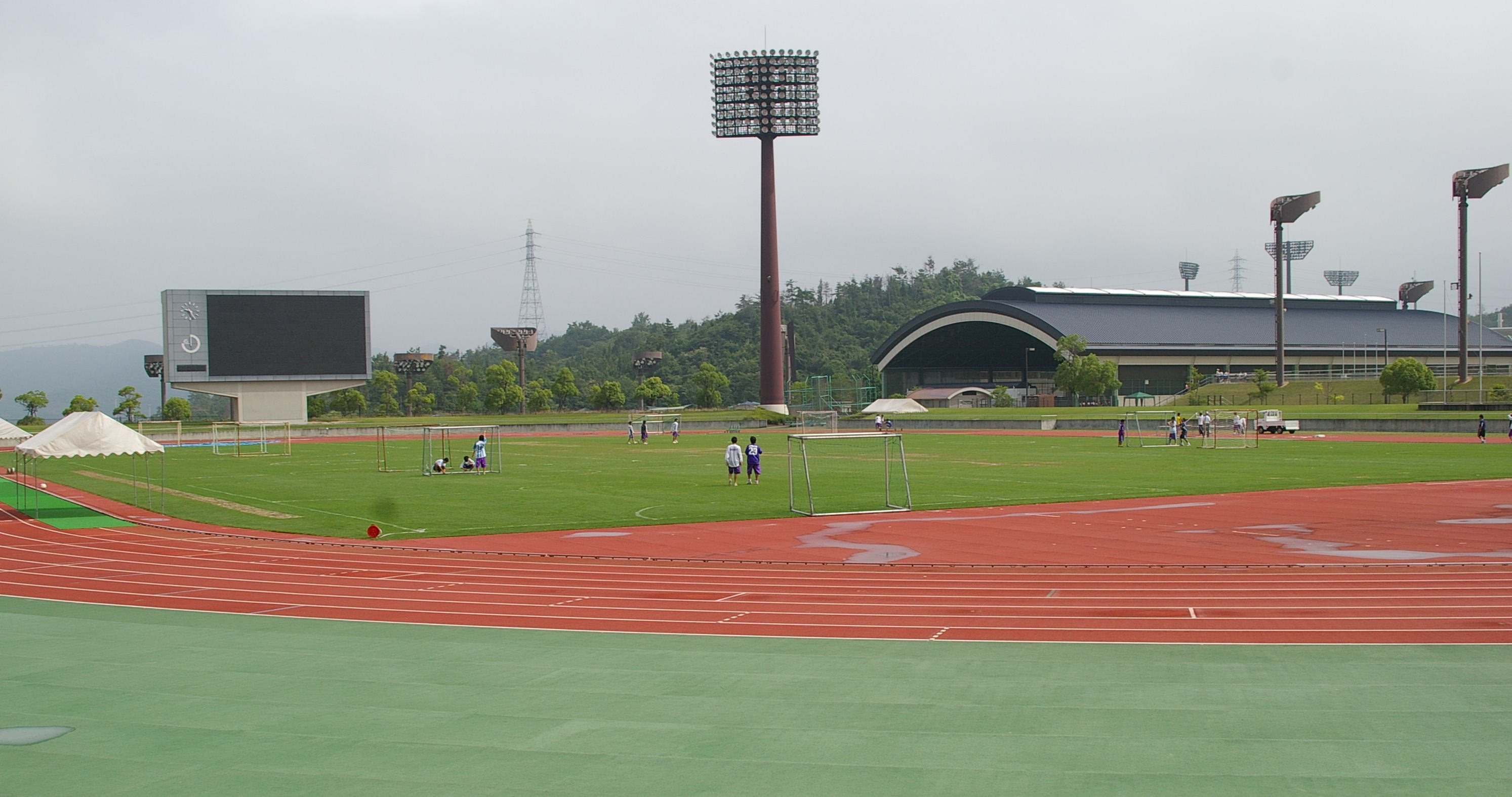
バックスタンド側を望む